# Nymphidium haematostictum
Nymphidium haematostictum is een vlindersoort uit de familie van de prachtvlinders (Riodinidae), onderfamilie Riodininae.
Nymphidium haematostictum werd in 1878 beschreven door Godman & Salvin.